# Planète B
Planète B és una pel·lícula de thriller de distopia i ciència-ficció del 2024 dirigida i escrita per Aude Léa Rapin. La pel·lícula és protagonitzada per Adèle Exarchopoulos com a Julia Bombarth, una activista que es desperta en un planeta misteriós. Es va estrenar el 29 d'agost de 2024 al 81a Mostra Internacional de Cinema de Venècia, servint com a pel·lícula d'obertura de la barra lateral de la Setmana de la Crítica.

## Argument
Julia, una activista, desapareix després de participar en una protesta violenta. Després de ser disparada per una pistola flash-ball, Julia es desperta en un món desconegut, el Planeta B.

## Repartiment
- Adèle Exarchopoulos com a Julia Bombarth
- Souheila Yacoub
- Eliane Umuhire com a Hermès
- India Hair
- Marc Barbé

## Producció
Planète B va començar el rodatge el març de 2023 durant 43 dies a Sant Rafèu, Grenoble i Lió, i va acabar a Illa de França. La pel·lícula s'estrenarà per Le Pacte a França.